# Пъстър траметес
Пъстрият траметес, наричан също разноцветна праханка, разноцветна праханова гъба, пуешка опашка или каваратаке (Trametes versicolor), е вид неядлива базидиева гъба от семейство Polyporaceae.

## Описание
Плодното тяло има формат на ветрило и достига широчина 10 cm и дебелина 0,5 cm. То обикновено е керемидообразно или терасовидно разположено спрямо съседните екземпляри. Горната му повърхност е фино кадифена и с отделни концентрично разпределени и променливо обагрени зони, на цвят черно-зеленикави, сивкаво-тъмносини, бежово-кафяви, сиво-кафяви, ръждивокафяви или червеникаво-кафяви, като периферията е по-светла. По долната му повърхност са разположени тръбици, които на цвят са белезникави или светлокремави. Порите са дребни, леко неправилни, на цвят кремави до жълтеникави. Месото е тънко, кожесто или дървенисто. Гъбата се счита за неядлива. Освен това е дърворазрушаваща.
Гъбата съдържа съединения с противотуморна и имуностимулираща активност. Известно е, че екстракти от гъбата имат значително антимикробно и противовирусно въздействие. Въпреки това, няма доказателства за положителен ефект при консумация на самата гъба.

## Местообитание
Среща се целогодишно върху широколистна дървесина из разнообразни местообитания.